# James Flack Norris
James Flack Norris (Baltimore, 20 de janeiro de 1871 — Boston, 4 de agosto de 1940) foi um químico norte-americano.
Foi professor de química orgânica no Instituto de Tecnologia de Massachusetts. Como ex-aluno de Ira Remsen ensinou igualmente história da química, disciplina que apreciou particularmente.
Em 1902, sua obra foi marcada pelo início das pesquisas sobre os carbocátions.
Foi membro da American Academy of Arts and Sciences e da National Academy of Sciences. Em 1950, a Northeastern Section of the American Chemical Society criou o Prêmio James Flack Norris em sua homenagem.